# Puente de la Barca
El puente de la Barca es un puente en arco sobre el río Lérez, en su desembocadura en la ría de Pontevedra, que une la ciudad española de Pontevedra (en el barrio de A Moureira) con el municipio vecino de Poyo.

## Historia

### Antecedentes
Según documentos de 1197, el paso de la barca, que dio nombre al lugar y al puente, estaba controlado por los monjes benedictinos del monasterio de San Juan de Poyo. El servicio de pasaje de la barcaza que conectaba A Moureira con Poyo tuvo una gran importancia desde el siglo XVI al siglo XIX. Esta barca transportaba personas, mercancías y ganado, entre otras cosas.

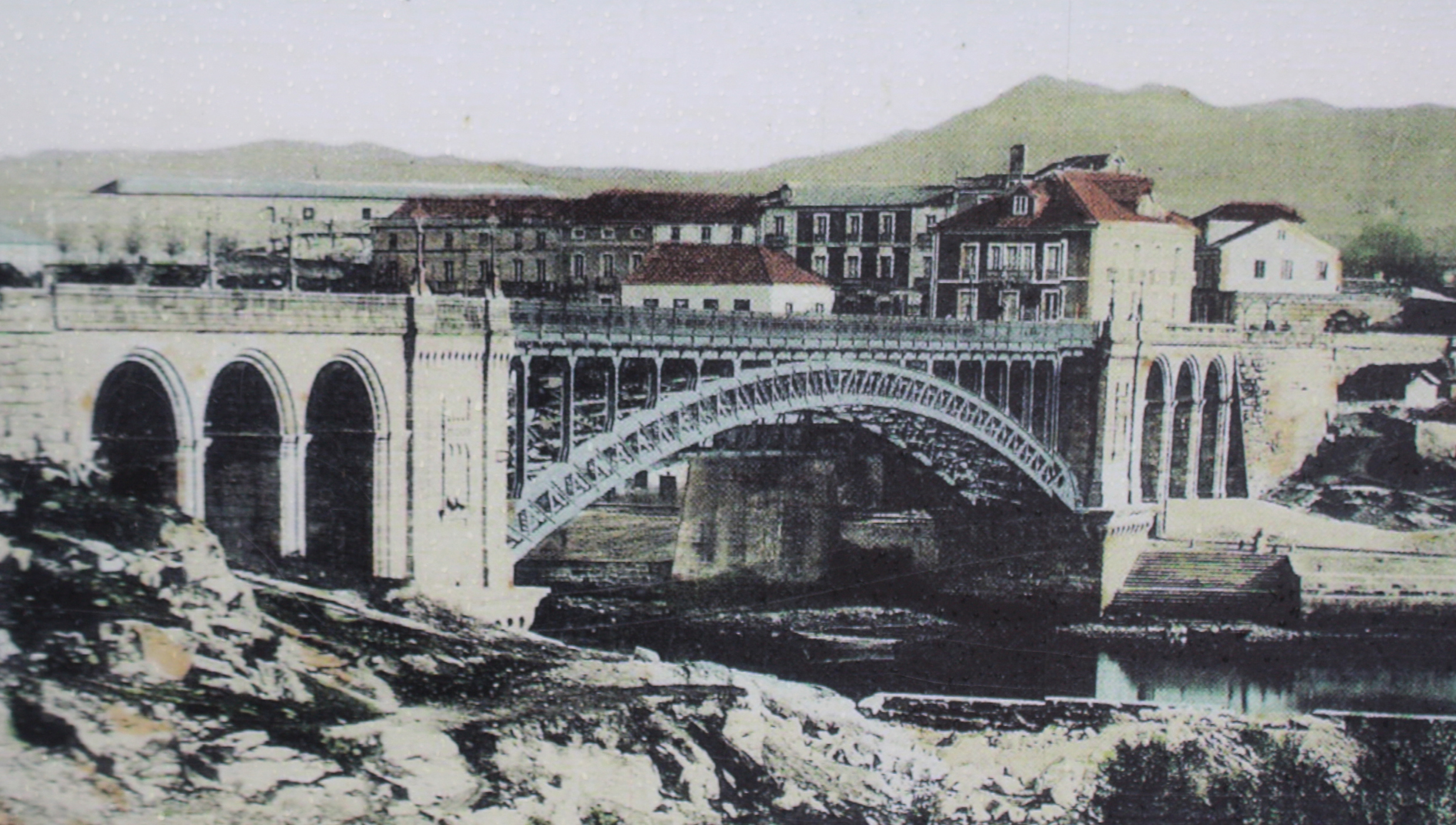
Puente de la Barca en el siglo

En el siglo XIX, en 1817, después de numerosos pleitos, el Estado retiró la concesión de explotación del servicio de pasaje con barca al Monasterio de Poyo y se la otorgó al Gremio de Mareantes de Pontevedra que pasó a explotar el paso hasta su extinción en 1871, lo que provocó enfrentamientos con el monasterio de Poyo, el marqués de Riestra y la Armada española. Para evitar estos enfrentamientos, ante la necesidad de construir un puente, se creó la "sociedad constructora del puente de Barca", formada por la Sociedad de Mareantes, los habitantes de Poyo y socios capitalistas.

### Primer puente
El primer puente de La Barca de madera y de baja altura se construyó en 1867 y comenzó a funcionar en 1871. La estructura incluía un tramo levadizo, que se elevaba con un cabrestante para permitir el paso de grandes barcos a los muelles de la Galera y del Burgo.

### Segundo puente

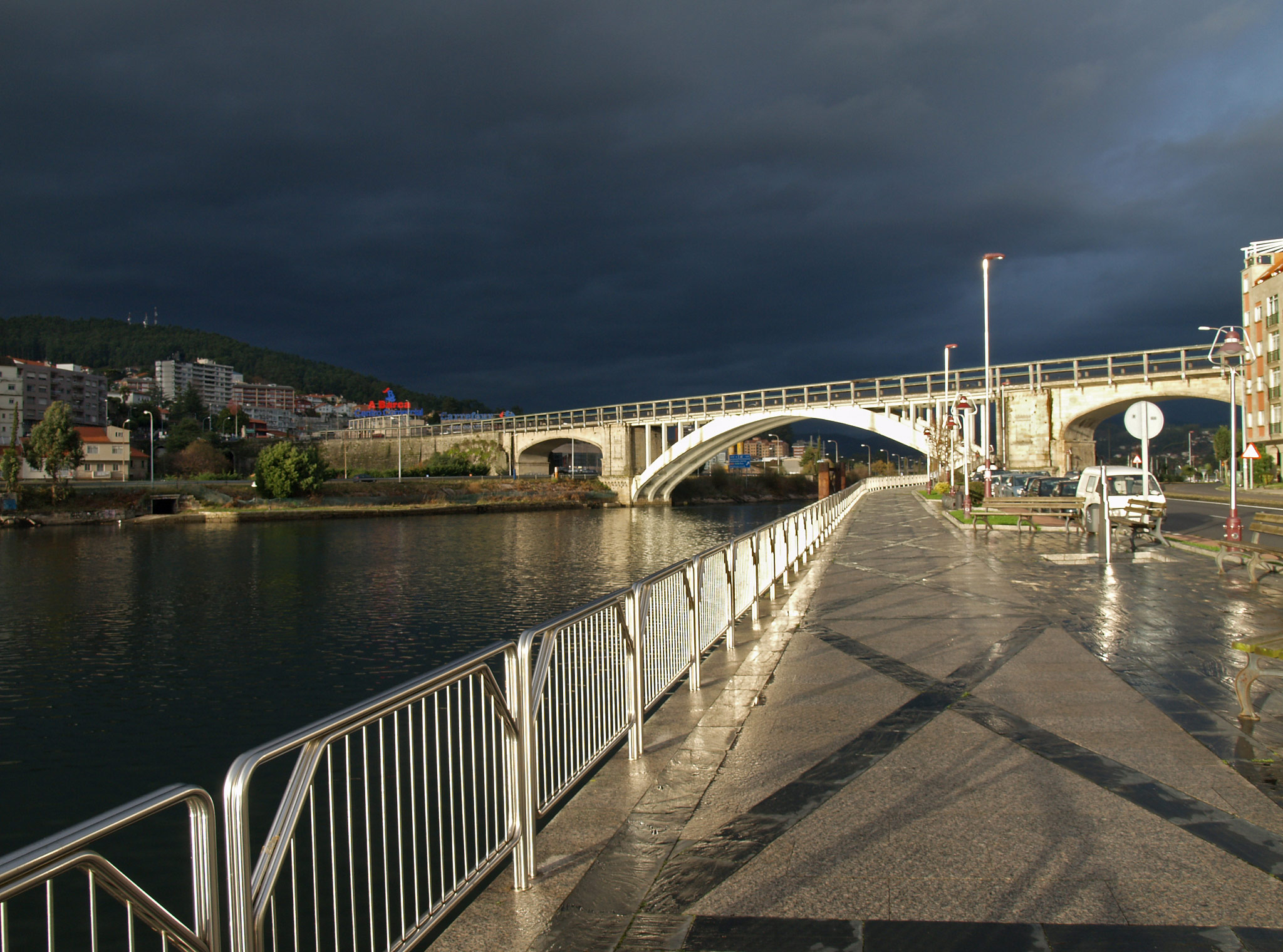
Puente de la Barca y ría de Pontevedra.

Las administraciones, especialmente el marqués de Riestra, José Riestra López, que tenía una finca rural y una fábrica en  A Caeira, y políticos como Eduardo Vincenti o Eugenio Montero Ríos, exigieron la construcción de un puente elevado y otro paralelo para el paso del ferrocarril. En 1887 comenzaron las obras de lo que iba a ser un puente de piedra. Las obras estuvieron paralizadas durante siete años.
En 1894, se impuso la construcción de un puente metálico como se venía haciendo en la arquitectura contemporánea, por la mayor facilidad de transporte, que permitía una manipulación más dúctil y una ejecución más rápida del puente. La obra aunó los postulados de la arquitectura metálica, que venía utilizando el acero como material arquitectónico desde que Joseph Paxton construyera el pabellón del Crystal Palace en la Exposición Universal de Londres de 1851.
El proyecto, diseñado por Luis Acosta y Eduardo Fungueiriño, fue realizado por Chavarri, Petrement y Co. Durante su construcción, los obreros contratados por el empresario Benito Corbal se declararon en huelga durante algún tiempo, que terminó gracias a la mediación del gobernador civil, Augusto González Besada.
A principios del siglo XX se iniciaron las obras del arco metálico central. El puente se inauguró el 3 de julio de 1905, con un arco de 75 metros de luz, apoyado en dos sólidos soportes de mampostería, y tres arcos a cada lado, en los que se tallaron motivos ornamentales de estilo gótico, del gusto de la época. En vísperas de la inauguración, se realizaron pruebas de carga, poniendo 200 toneladas en carga estática y 13 carros de 4 toneladas cada uno en carga dinámica.
El puente se convirtió en línea divisoria en la zona de A Moureira, dejando a un lado la zona residencial de los marineros y al otro la zona de tabernas y burdeles.

### Reformas
En mayo de 1945 se iniciaron las obras para sustituir la estructura metálica por un arco de hormigón de 72 metros de luz diseñado por Eduardo Torroja Miret. Durante la obra, se amplió el tablero del puente, ensanchándolo tanto en el tramo central como en las zonas de acceso. A mediados de 1947 la reforma del puente estaba prácticamente terminada; no obstante debido a dificultades económicas, las obras no finalizaron hasta 1950, quedando la obra inaugurada oficialmente el 31 de julio de 1950.
En 1989, el estribo de mampostería del lado sur se modificó, pasando de tres arcos a uno más ancho, bajo el cual se encuentra la avenida Corvaceiras. Dos años más tarde, el estribo gemelo del lado norte también se ensanchó para dar cabida a la autopista del Atlántico que pasa por debajo.
En la actualidad, tras las obras de remodelación realizadas a mediados de los años 1990 y 2010, el puente tiene doble sentido de circulación para los vehículos y aceras cubiertas para los peatones. En 2002 se instaló la barandilla de fundición del puente.
En marzo de 2024 el puente de la Barca sirvió de escenario para la grabación de la serie El Jardinero de los directores Mikel Rueda y Rafa Montesinos para la plataforma Netflix.

## Descripción
El puente debe su nombre a que antiguamente el paso de Pontevedra a Poyo se hacía en barca.
El puente actual está formado por un gran arco de hormigón armado de 72 metros de luz sobre la ría de Pontevedra y dos arcos rebajados de mampostería más pequeños de 25 metros de luz en los lados de tierra. Está decorado con bajorrelieves en la parte inferior de los grandes pilares de soporte de hormigón revestidos de granito.
El puente mide 13 metros de ancho y 200 metros de largo. La luz del arco soporta dos carriles de tráfico rodado y dos aceras.
Para proteger a los transeúntes de los vientos y las lluvias invernales, hay una marquesina de madera sobre las aceras del puente.

## Galería de imágenes

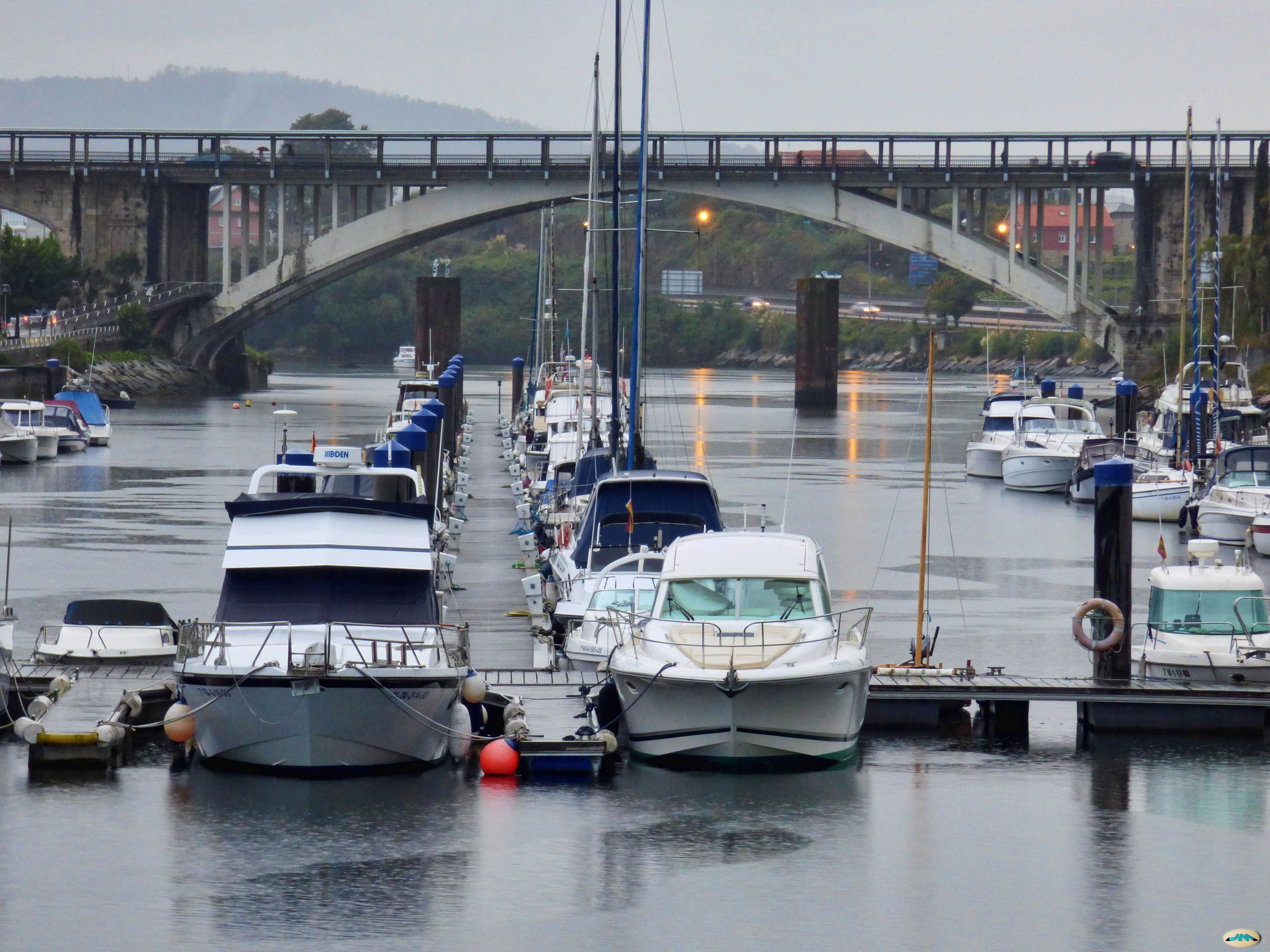
Puente da Barca y puerto deportivo
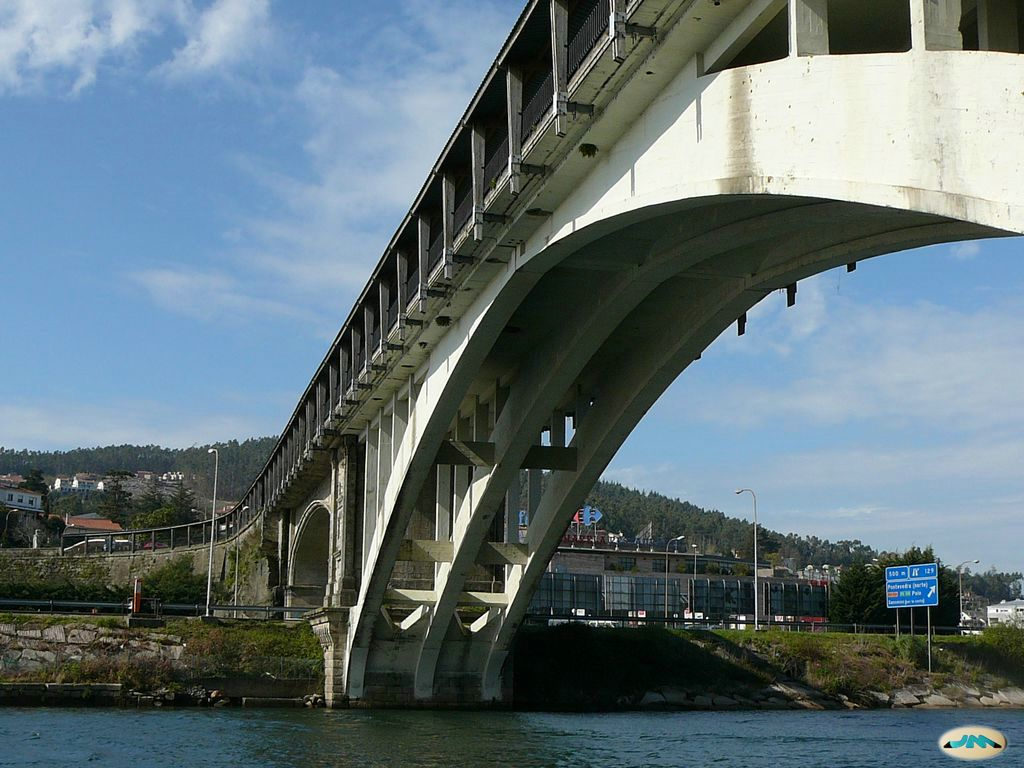
Arco de hormigón del puente de 1950
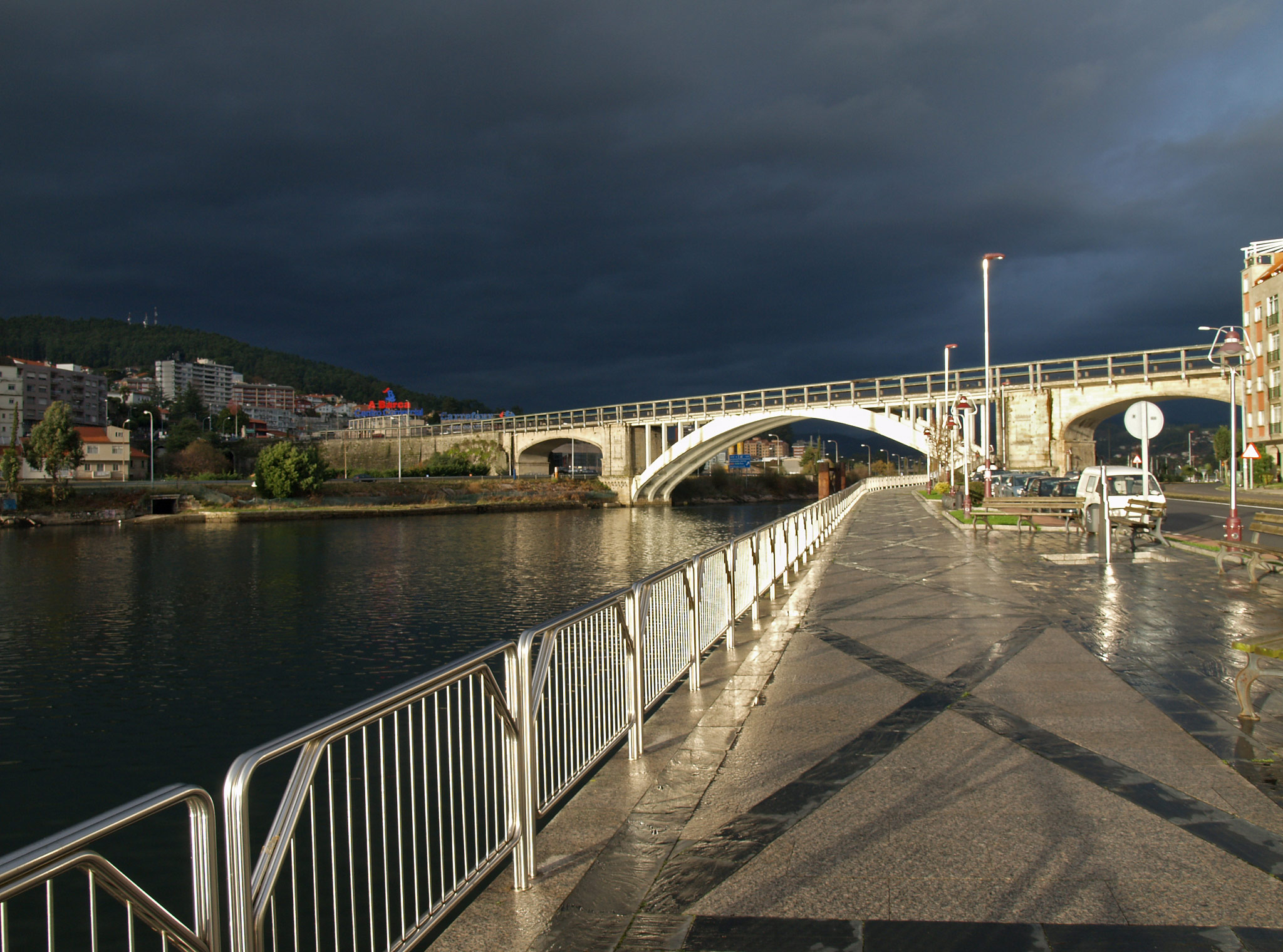
Puente y paseo marítimo de Pontevedra
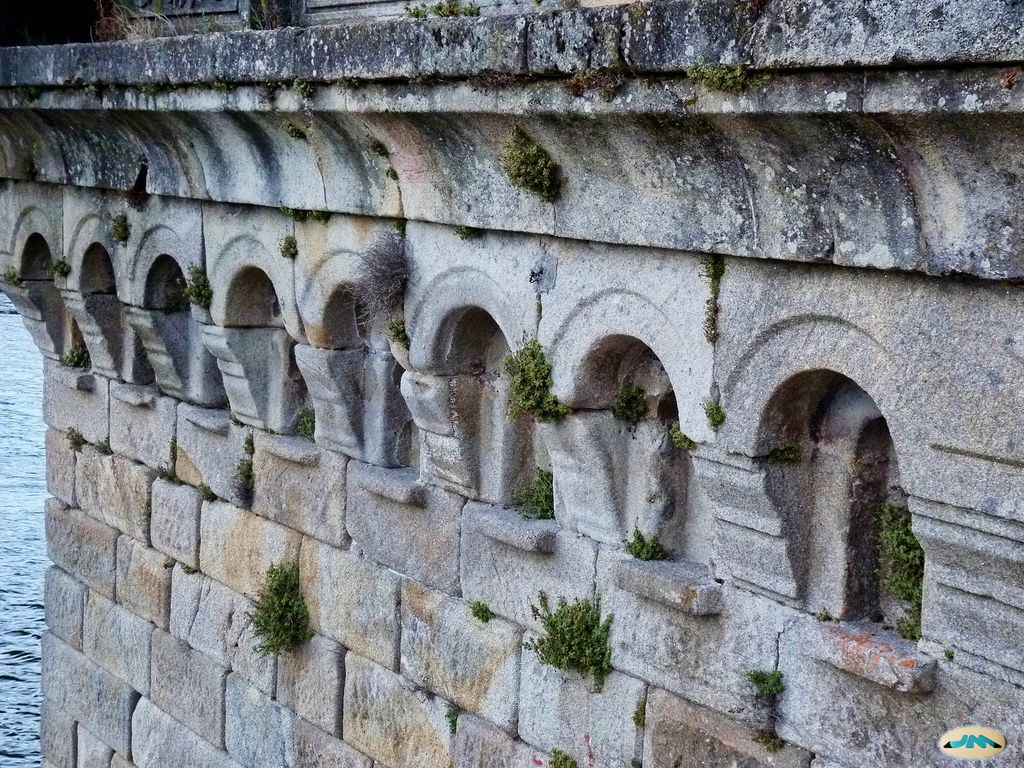
Detalle del puente
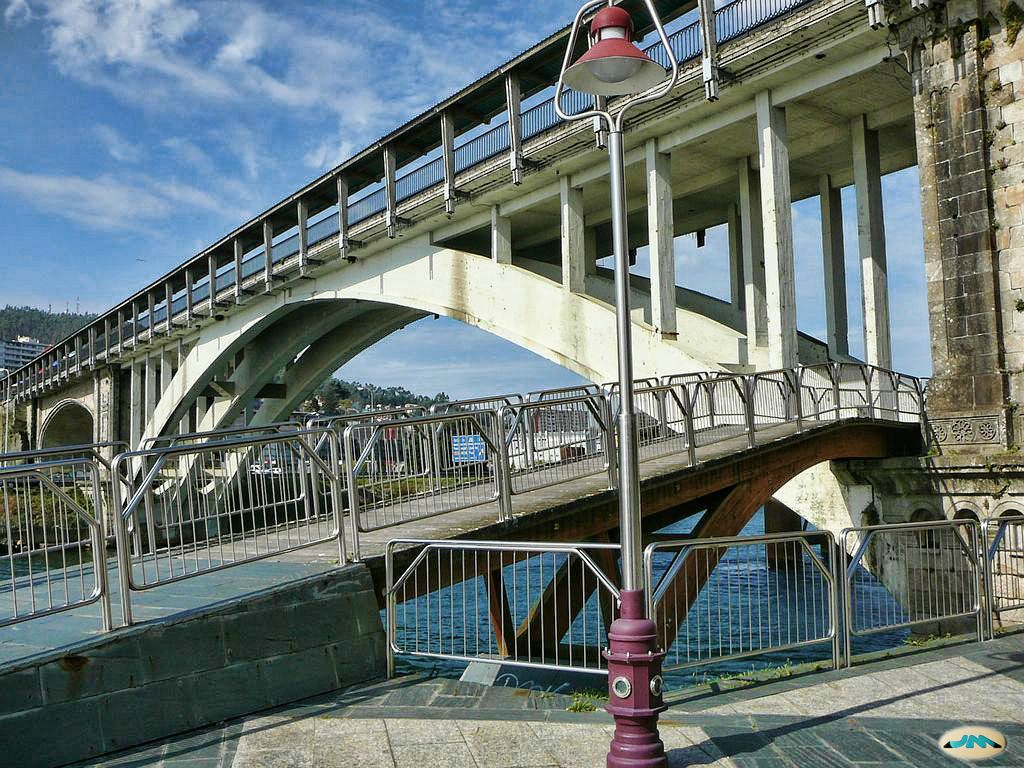
Puente y paso peatonal inferior